# Quận Miami, Indiana
Quận Miami là một quận thuộc tiểu bang Indiana, Hoa Kỳ.
Quận này được đặt tên theo. Theo điều tra dân số của Cục điều tra dân số Hoa Kỳ năm 2000, quận có dân số 36.082 người. Quận lỵ đóng ở Peru6.

## Địa lý
Theo Cục điều tra dân số Hoa Kỳ, quận có diện tích 977 km2, trong đó có 5 km2 là diện tích mặt nước.

### Các xa lộ chính
- U.S. Route 24
- U.S. Route 31
- Indiana State Road 16
- Indiana State Road 18
- Indiana State Road 19
- Indiana State Road 124
- Indiana State Road 218

### Quận giáp ranh
- Quận Fulton (bắc)
- Quận Wabash (đông)
- Quận Grant (đông nam)
- Quận Howard (nam)
- Quận Cass (tây)